# What Can I Do? (canção de The Corrs)
"What Can I Do?" é um compacto da banda irlandesa The Corrs, lançado em dezembro de 1998, a partir do álbum segundo álbum da banda Talk on Corners. No mesmo ano também foi lançado a versão Tin Tin Out remix.

## Lista de faixas
1. What Can I Do?: Mangini Remix
2. What Can I Do?: Original Remix

What Can I Do? #1
1. What Can I Do? (Tin Tin Out Remix)
2. What Can I Do? (Stringappella)
3. Paddy McCarthy

## Desempenho nas paradas musicais

### What Can I Do?
| Parada              | Melhor posição |
| ------------------- | -------------- |
| Irish Singles Chart | 30             |
| UK Singles Chart    | 53             |
| Swiss Singles Chart | 62             |

### What Can I Do? (Tin Tin Out remix)
| Parada           | Melhor posição |
| ---------------- | -------------- |
| UK Singles Chart | 3              |